# Melochia roseiflora
Melochia roseiflora är en malvaväxtart som beskrevs av A. C. Smith. Melochia roseiflora ingår i släktet Melochia och familjen malvaväxter. Inga underarter finns listade i Catalogue of Life.